# Statuia „Sf. Maria” și „Sf. Ioan Nepomuk” din Timișoara
Monumentul Sf. Maria și Sf. Ioan Nepomuk, adesea prescurtat ca Statuia Sf. Ioan Nepomuk, este un monument baroc din Piața Libertății din Timișoara. Este una dintre cele două coloane ale ciumei construite la Timișoara după Marea Ciuma din 1738; celălalt este situat în Piața Unirii. Face parte din lista monumentelor istorice din județul Timiș, monument istoric cod LMI TM-III-m-A-06309.

## Istorie
Epidemia de ciumă din 1738–1739 a costat viețile a aproximativ 1.000 din cei 6.000 de locuitori ai Timișoarei. Încă din 1739, administrația orașului, reprezentată de primarul Peter Solderer, a depus un jurământ solemn de a săvârși diferite fapte bune, în semn de recunoștință pentru încheierea epidemiei. „Frații Nepomuk”, o asociație religioasă din oraș, au dorit și ei să comande o operă de artă pentru comemorarea epidemiei. Se pare că „Frații Nepomuk” au emis ordinul de executare a monumentului. Artistul ales a fost Georg Raphael Donner, dar nu mai putut onora lucrarea, acesta decedând în 1741. Sculptorii au fost F. Blim și E. Wasserburger, care au avut nevoie de trei ani pentru finalizarea monumentului (1753–1756). Actuala statuie a înlocuit statuia mai veche, mai modestă, a Sfântului Nepomuk, patronul catolicilor din Banat. Deoarece această primă statuie era sculptată în gresie cu rezistență redusă, a fost înlocuită cu actualul monument. Vechea statuie a Sfântului Nepomuk a fost mutată de-a lungul timpului în diverse părți ale orașului, ajungând în cele din urmă în curtea bisericii Millennium din cartierul Fabric.
În 1852, monumentul a fost mutat lângă una dintre porțile Cazărmii Transilvania, în fosta Piață Balaș, lăsând loc unui alt monument, Monumentul Victoriei. În 1964 cazarma a fost demolată pentru a face loc construcției noului centru civic și a Hotelului Continental, iar în 1974 monumentul a revenit în fața fostei primării, unde fusese amplasat inițial și unde se află și acum. Deoarece a fost grav avariat în timpul Revoluției din decembrie 1989, ansamblul sculpturii ciuruite de gloanțe a fost restaurat între 1992-1993. Ultima restaurare a monumentului a fost realizată în mai-septembrie 2015 de Ion Oprescu, decorator și restaurator local.

## Descriere
Compoziția structurală este din calcar de Leitha, din zona Vienei, fiind folosităși gresia pentru compoziția miezului central. Ansamblul îi are ca personaje principale pe Sfântul Ioan Nepomuk, patronul catolicismului în Banat și pe Fecioara Maria care ține în mână flori de crin, simbol al purității. Sfântul Rochus, Charles Borromeo și Sfântul Sebastian apar în fundal. Legenda Sfântului Ioan Nepomuk este gravată pe trei laturi ale soclului monumentului: mărturisirea reginei Boemiei, inchizitoriul regelui Venceslau care vrea să rupă taina spovedaniei și pedeapsa canonului, fiind aruncat de pe Podul Carol din Praga în râul Vltava. În urma chinului pe care l-a îndurat, prin sanctificare, a devenit Sfântul Ioan Nepomuk, ocrotitor al Boemiei, armatorilor, plutașilor, preoților, morarilor și celor care păstrează secrete.

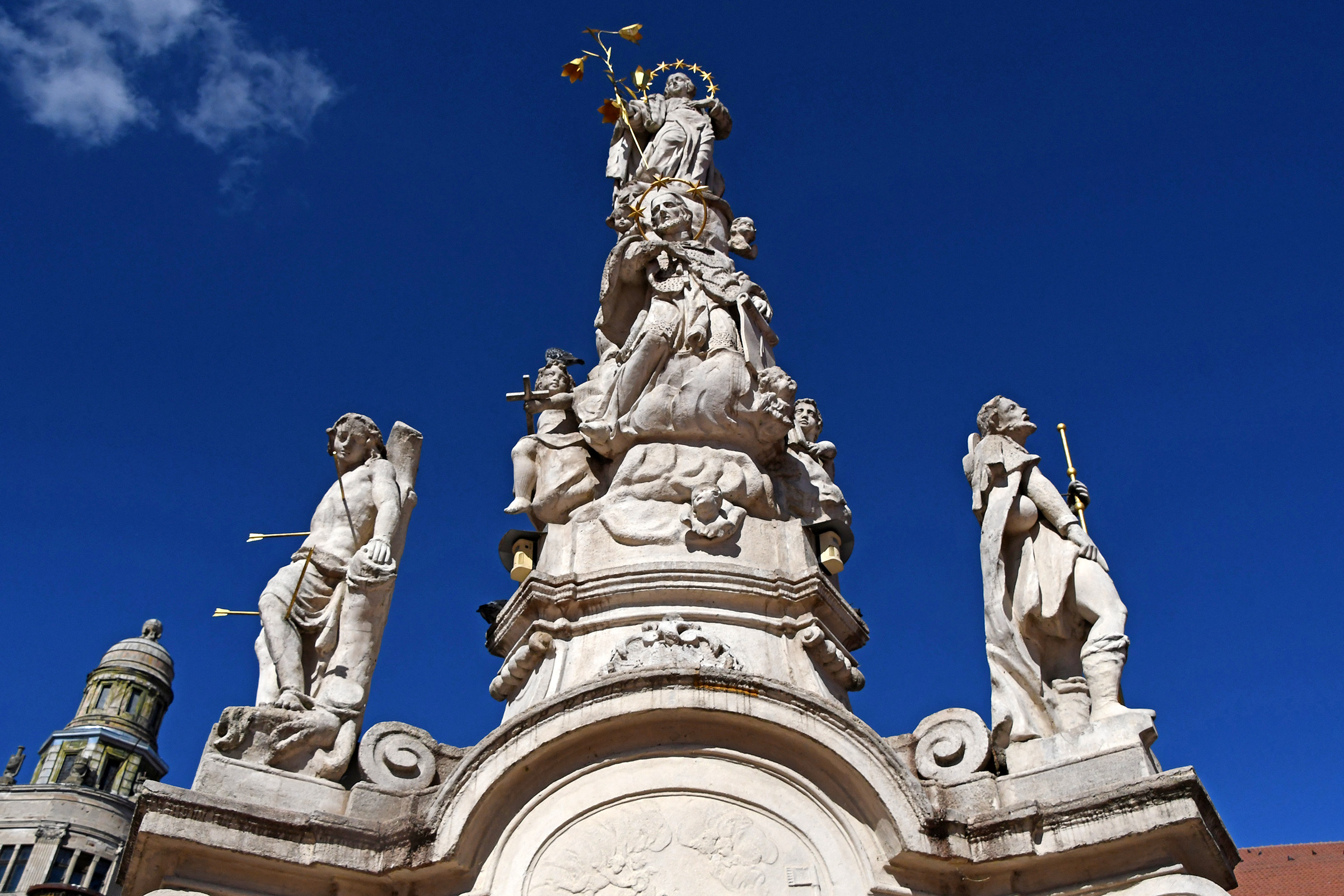
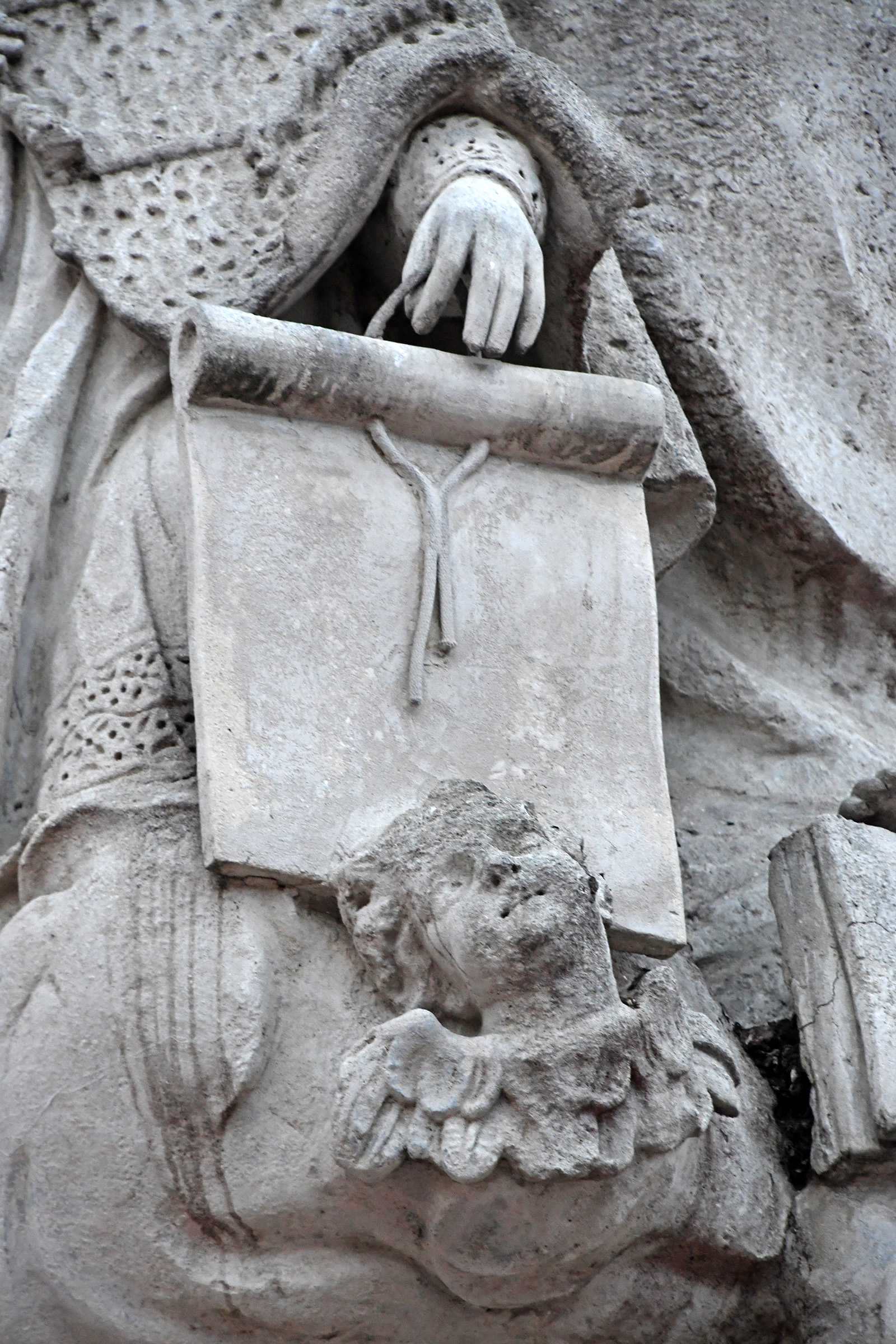
Detalii ale monumentului
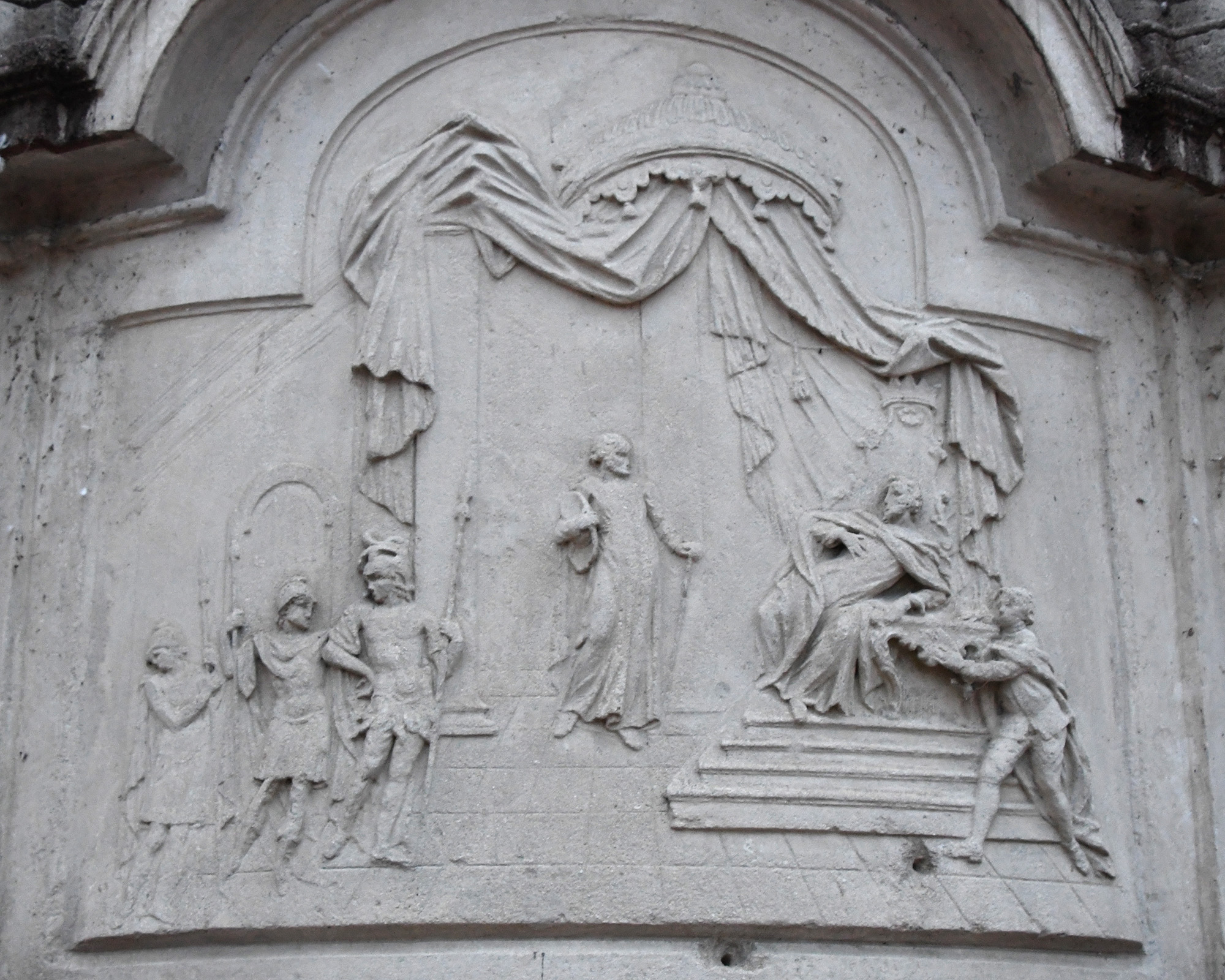